# Дискографија Ешли Тисдејл
Америчка певачица и глумица Ешли Тисдејл издала је три студијска албума, један саундтрек албум, један EP и десет синглова. Пре него што је започела музичку каријеру, Тисдејл је глумила Шарпеј Еванс у оригиналном филму Disney Channel-а Средњошколски мјузикл 2006. Саундтрек из 2006. године постао је најпродаванији албум у Сједињеним Америчким Државама те године. Сa сингловима What I've Been Looking For и Bop to the Top с тог саундтрека, постала је прва женска извођачица која је истовремено дебитовала с две песме на америчком Billboard-у Hot 100.

## Албуми

### Студијски албуми
| Име                                                                                | Појединости                                                                                                   | Позиције | Позиције | Позиције | Позиције | Позиције | Позиције | Позиције | Позиције | Позиције | Позиције | Сертификати                                   |
| Име                                                                                | Појединости                                                                                                   | САД      | АУС      | АУТ      | КАН      | НЕМ      | ИР       | НЗ       | ШПА      | ШВА      | УК       | Сертификати                                   |
| ---------------------------------------------------------------------------------- | --- | -------- | -------- | -------- | -------- | -------- | -------- | -------- | -------- | -------- | -------- | --------------------------------------------- |
| Headstrong                                                                         | - Датум издавања: 6. фебруар 2007. - Дискографска кућа: Warner Bros. - Формати: CD, дигитално преузимање      | 5        | 80       | 21       | —        | 33       | 16       | 22       | 2        | 98       | 155      | - RIAA: златни - CAPIF: златни - IRMA: златни |
| Guilty Pleasure                                                                    | - Датум издавања: 12. јун 2009. - Дискографска кућа: Warner Bros. - Формати: CD, дигитално преузимање         | 12       | —        | 7        | 15       | 9        | 30       | 27       | 9        | 13       | 130      |                                               |
| Symptoms                                                                           | - Датум издавања: 3. мај 2019. - Дискографска кућа: Big Noise - Формати: CD, дигитално преузимање, стримовање | —        | —        | —        | —        | —        | —        | —        | —        | —        | —        |                                               |
| „—” означава да се аудио-запис није пласирао на листу или није издат у тој регији. | |          |          |          |          |          |          |          |          |          |          |                                               |

### Саундтрек албуми
| Име                                                                                | Појединости                                                                                               | Позиције | Позиције | Позиције | Позиције | Позиције | Позиције | Позиције | Позиције | Позиције | Позиције | Сертификати |
| Име                                                                                | Појединости                                                                                               | САД      | АУС      | АУТ      | КАН      | ФРА      | НЕМ      | ИТА      | НЗ       | ШВА      | УК Comp. | Сертификати |
| ---------------------------------------------------------------------------------- | --- | -------- | -------- | -------- | -------- | -------- | -------- | -------- | -------- | -------- | -------- | --- |
| High School Musical                                                                | - Датум издавања: 10. јануар 2006. - Формати: CD, дигитално преузимање - Дискографска кућа: Walt Disney   | 1        | 1        | 13       | —        | 6        | 22       | 2        | 1        | 63       | 1        | - RIAA: 4x платинасти - ARIA: платинасти - BPI: 4x платинасти - BVMI: платинасти - IFPI AUT: платинасти - MC: платинасти - SNEP: златни                        |
| High School Musical 2                                                              | - Датум издавања: 14. август 2007. - Формати: CD, дигитално преузимање - Дискографска кућа: Walt Disney   | 1        | 4        | 2        | 1        | 12       | 5        | 1        | 3        | 6        | 1        | - RIAA: 3x платинасти - ARIA: платинасти - BPI: 2x платинасти - BVMI: платинасти - IFPI AUT: платинасти - MC: 2x платинасти - IFPI SWI: златни                 |
| High School Musical 3                                                              | - Датум издавања: 21. октобар 2008. - Формати: CD, дигитално преузимање - Дискографска кућа: Walt Disney  | 2        | 4        | 1        | 2        | 6        | 3        | 1        | 1        | 6        | 1        | - RIAA: платинасти - ARIA: платинасти - BPI: платинасти - BVMI: платинасти - IFPI AUT: платинасти - MC: 2x платинасти - IFPI SWI: златни - RMNZ: 2x платинасти |
| Phineas and Ferb                                                                   | - Датум издавања: 22. септембар 2009. - Формат: CD, дигитално преузимање - Дискографска кућа: Walt Disney | 59       | —        | —        | —        | —        | —        | —        | —        | —        | —        | |
| Sharpay's Fabulous Adventure                                                       | - Датум издавања: 19. април 2011. - Формат: CD, дигитално преузимање - Дискографска кућа: Walt Disney     | —        | —        | —        | —        | —        | —        | —        | —        | —        | —        | |
| „—” означава да се аудио-запис није пласирао на листу или није издат у тој регији. | |          |          |          |          |          |          |          |          |          |          | |

### Видео-албуми
| Title                          | Појединости                                                                         |
| ------------------------------ | ----------------------------------------------------------------------------------- |
| There's Something About Ashley | - Датум издавања: 6. новембар 2007. - Дискографска кућа: Warner Bros. - Формат: DVD |

## EP-ови
| Title                  | појединости |
| ---------------------- | --- |
| Degree Girl: OMG! Jams | - Датум издавања: 1. јул 2008. - Дискографска кућа: Warner Bros. - Формат: дигитално преузимање                   |
| Music Sessions, Vol.1  | - Датум издавања: 16. фебруар 2018. - Дискографска кућа: Self-released - Формат: стримовање, дигитално преузимање |

## Синглови

### Као главни извођач
| Title                                                                              | Год.  | Позиције | Позиције | Позиције | Позиције | Позиције | Позиције | Позиције | Позиције | Позиције | Позиције | Сертификати    | Албум                 |
| Title                                                                              | Год.  | САД      | АУТ      | КАН      | ЧЕШ      | ЕУ       | ФИН      | НЕМ      | ШВЕ      | ШВА      | УК       | Сертификати    | Албум                 |
| ---------------------------------------------------------------------------------- | ----- | -------- | -------- | -------- | -------- | -------- | -------- | -------- | -------- | -------- | -------- | -------------- | --------------------- |
| Be Good to Me                                                                      | 2006. | 80       | 67       | —        | —        | —        | —        | 57       | —        | —        | —        |                | Headstrong            |
| He Said She Said                                                                   | 2007. | 58       | 21       | 62       | —        | 65       | —        | 17       | —        | —        | 155      | - RIAA: златни | Headstrong            |
| Not Like That                                                                      | 2008. | —        | 31       | —        | 52       | 68       | —        | 20       | —        | 27       | —        |                | Headstrong            |
| Suddenly                                                                           | 2008. | —        | —        | —        | —        | —        | —        | 45       | —        | —        | —        |                | Headstrong            |
| I Want It All (с Лукасом Грабелом)                                                 | 2008. | 113      | —        | —        | —        | —        | —        | —        | —        | —        | 87       |                | High School Musical 3 |
| It's Alright, It's OK                                                              | 2009. | 99       | 5        | 74       | 37       | 38       | 20       | 12       | 38       | 30       | 104      |                | Guilty Pleasure       |
| Crank It Up                                                                        | 2009. | —        | 22       | —        | —        | 66       | —        | 19       | —        | —        | —        |                | Guilty Pleasure       |
| Voices in My Head                                                                  | 2018. | —        | —        | —        | —        | —        | —        | —        | —        | —        | —        |                | Symptoms              |
| Love Me & Let Me Go                                                                | 2019. | —        | —        | —        | —        | —        | —        | —        | —        | —        | —        |                | Symptoms              |
| „—” означава да се аудио-запис није пласирао на листу или није издат у тој регији. |       |          |          |          |          |          |          |          |          |          |          |                |                       |

### Као гостујући/сараднички извођач
| We're All in This Together                                                         | 2006. | 34  | 86 | —  | 31 | 14 | —  | 40 | - RIAA: златни | High School Musical   |
| What Time Is It?                                                                   | 2007. | 6   | 20 | 66 | 10 | —  | —  | 20 |                | High School Musical 2 |
| Now or Never                                                                       | 2008. | 68  | 62 | 72 | 42 | —  | 64 | 41 |                | High School Musical 3 |
| A Night to Remember                                                                | 2008. | 108 | 96 | —  | —  | —  | —  | 94 |                | High School Musical 3 |
| „—” означава да се аудио-запис није пласирао на листу или није издат у тој регији. |       |     |    |    |    |    |    |    |                |                       |

### Промотивни синглови
| Име                                                                                | Год.  | Позиције | Албум                  |
| Име                                                                                | Год.  | САД      | Албум                  |
| ---------------------------------------------------------------------------------- | ----- | -------- | ---------------------- |
| Last Christmas                                                                     | 2006. | —        | Disney Channel Holiday |
| So Much for You                                                                    | 2007. | —        | Headstrong             |
| Masquerade                                                                         | 2009. | —        | Guilty Pleasure        |
| Overrated                                                                          | 2009. | —        | Guilty Pleasure        |
| What If                                                                            | 2009. | —        | Guilty Pleasure        |
| Acting Out                                                                         | 2009. | —        | Guilty Pleasure        |
| You're Always Here                                                                 | 2013. | —        | сингл без албума       |
| „—” означава да се аудио-запис није пласирао на листу или није издат у тој регији. |       |          |                        |

## Остале песме
| Назив                                                                              | Год.  | Позиције | Позиције | Позиције | Позиције | Сертификати    | Албум                 |
| Назив                                                                              | Год.  | САД      | АУС      | КАН      | УК       | Сертификати    | Албум                 |
| ---------------------------------------------------------------------------------- | ----- | -------- | -------- | -------- | -------- | -------------- | --------------------- |
| Kiss the Girl                                                                      | 2006. | 81       | —        | —        | 86       |                | The Little Mermaid    |
| What I've Been Looking For (с Лукасом Грабелом)                                    | 2006. | 35       | —        | —        | 155      | - RIAA: златни | High School Musical   |
| Bop to the Top (с Лукасом Грабелом)                                                | 2006. | 62       | —        | —        | 137      |                | High School Musical   |
| Stick to the Status Quo                                                            | 2006. | 43       | —        | —        | 74       | - RIAA: златни | High School Musical   |
| Headstrong                                                                         | 2007. | 121      | —        | —        | —        |                | Headstrong            |
| Fabulous (с Лукасом Грабелом)                                                      | 2007. | 76       | 91       | 63       | 64       |                | High School Musical 2 |
| All for One                                                                        | 2007. | 92       | —        | —        | 87       |                | High School Musical 2 |
| You Are the Music in Me (Reprise) (са Зеком Ефроном)                               | 2007. | —        | —        | —        | 89       |                | High School Musical 2 |
| High School Musical                                                                | 2008. | —        | —        | —        | 105      |                | High School Musical 3 |
| „—” означава да се аудио-запис није пласирао на листу или није издат у тој регији. |       |          |          |          |          |                |                       |

## Спотови
| Назив                              | Год.  | Режисер            |
| ---------------------------------- | ----- | ------------------ |
| A Dream is a Wish Your Heart Makes | 2006. | Unknown            |
| Kiss the Girl                      | 2006. | Unknown            |
| Be Good to Me                      | 2007. | Крис Марс Пилијеро |
| He Said She Said                   | 2007. | Скот Спир          |
| Not Like That                      | 2007. | Скот Спир          |
| Suddenly                           | 2007. | Скот Спир          |
| It's Alright, It's OK              | 2009. | Скот Спир          |
| Love Drunk                         | 2009. | Травис Копач       |
| Crank It Up                        | 2009. | Скот Спир          |
| Voices in My Head                  | 2018. | Брајан Печерс      |
| Love Me & Let Me Go                | 2019. | Стивен Херек       |